# Naskia
Naskia là một chi ốc biển, là động vật thân mềm chân bụng sống ở biển trong họ Turridae.

## Các loài
Các loài thuộc chi Naskia bao gồm:
- Naskia axiplicata Sysoev & Ivanov, 1985[2]